# Poecilotheria uniformis
Poecilotheria uniformis é uma espécie de aranha pertencente à família Theraphosidae (tarântulas).